# Linea IRT Nostrand Avenue
La linea IRT Nostrand Avenue è una linea, intesa come infrastruttura, della metropolitana di New York situata a Brooklyn, a servizio dei quartieri di Crown Heights, Prospect Lefferts Gardens, Flatbush e East Flatbush. I services che attualmente la utilizzano sono le linee 2 e 5.

## Percorso
| Unknown route-map component "utCONTgq" | Unknown route-map component "utABZq+r" | Unknown route-map component "utCONTfq" |

| Urban tunnel stop on track |

| Urban tunnel stop on track |

| Urban tunnel stop on track |

| Unknown route-map component "utHSTACC" |

| Urban tunnel stop on track |

| Urban tunnel stop on track |

| Unknown route-map component "utHSTACC" |

| Unknown route-map component "utENDEe" |